# Escuela secundaria Belleview
Belleview High School es una escuela ubicada en Belleview, Florida . Sirve al área de Belleview y la parte sur del condado de Marion, Florida . La mascota de la escuela es la serpiente de cascabel de espalda de diamante del este, y los colores de la escuela son azul, plateado y blanco. La escuela ofrece un programa de Certificado Internacional Avanzado de Educación (AICE). Los 80 acres (323 748,8 m²)   el campus cuenta con un estadio con capacidad para 2.000 personas y un Gimnasio con capacidad para 1.400 espectadores.

## Historia
Belleview High School (BHS) está ubicada en un área rural justo al oeste de la autopista US 441, diez millas al sur de Ocala . Actualmente, atiende a más de 1.700 estudiantes. La composición racial de la comunidad es predominantemente blanca (63%), con aproximadamente 8% afroamericano, 23% hispano, 0,5% asiático y 7,8% multirracial.
BHS opera en un horario de 6 clases por día, con excepciones los jueves y viernes. Esto implica 6 clases para lunes, martes y miércoles, pero los jueves las clases duran el doble y solo cubren la 1.ª, 3.ª y 5.ª clase en el horario de un estudiante. El viernes el proceso es similar pero con las clases de 2.º, 4.º y 6.º. Esto aborda las estrategias de CIM por planes desarrollados por departamento y evalúa las habilidades por el calendario del distrito.
En 2006, BHS recibió una Beca de Feria de Innovación que se utilizará para planificar la expansión de las academias para incluir a todos los estudiantes de BHS. Además de las academias, BHS ofrece programas de inscripción dual, cursos de Certificado Internacional Avanzado de Educación (AICE) y un programa de Desarrollo Educativo General (GED).

## Exalumnos notables
- Megan Boone, actriz[1]

## enlaces externos
- Sitio web de la escuela secundaria Belleview Archivado el 6 de septiembre de 2006 en Wayback Machine.
- Sitio web de las Escuelas Públicas del Condado de Marion Archivado el 4 de febrero de 2012 en Wayback Machine.
- Sitio web de BHS AICE
- Página de Facebook de la escuela secundaria Belleview

- Datos: Q4883839